# Bitwa 31 marca 1800
Walka 31 marca 1800 roku – bitwa morska wojen rewolucyjnej Francji, stoczona pomiędzy eskadrą okrętów Royal Navy i okrętem liniowym marynarki francuskiej w pobliżu Malty na Morzu Śródziemnym.
W marcu roku 1800 Valletta, stolica Malty, była oblegana od 18 miesięcy. Zasoby jedzenia w mieście były już poważnie wyczerpane, a problem się pogłębił po przechwyceniu w połowie lutego francuskiego konwoju z zaopatrzeniem. W celu otrzymania pomocy z Francji i zmniejszenia liczebności personelu wojskowego w mieście, dowódca marynarki na wyspie kontradmirał Pierre-Charles Villeneuve rozkazał swemu podwładnemu kontradmirałowi Denisowi Decrès wyjść w morze dużym okrętem liniowym „Guillaume Tell”, który przybył do portu krótko przed rozpoczęciem blokady we wrześniu 1798 roku. Ponad 900 ludzi zostało wprowadzonych na pokład okrętu, którym 30 marca pod osłoną ciemności planowano wypłynąć do Tulonu.
Brytyjczycy utrzymywali blokadę Malty od początku oblężenia, na pozór dowodzoną przez wiceadmirała Lorda Nelsona, który od marca 1800 roku ignorował bezpośredni rozkaz swojego przełożonego Lorda Keith, pozostając w Palermo ze swoją kochanką Emmą, Lady Hamilton. Pod jego nieobecność blokada była dowodzona przez komandora Manleya Dixona z HMS „Lion” oraz dowódcę okrętu flagowego Nelsona komandora sir Edwarda Berry’ego. Ten ostatni został zaalarmowany, przez będącą na patrolu fregatę HMS „Penelope”, o wypłynięciu Decrésa i rozpoczął pościg. Początkowo duży okręt liniowy atakowany był jedynie przez „Penelope”, która poruszała się koło rufy przeciwnika, powodując duże zniszczenia i spowalniając okręt francuski na tyle, że Berry mógł przywieść i wprowadzić swoją eskadrę do akcji. Pomimo liczebnej przewagi Anglików, Decrés kontynuował walkę przez ponad trzy godziny, odpierając ataki brytyjskich okrętów, lecz ostatecznie musiał ulec łącznej sile ataków Berry’ego. Po obu stronach były znaczne ofiary wśród ludzi i zniszczenia, a obrona statku francuskiego stała się głośna w obu krajach, jako odważne przeciwstawienie się przytłaczającym siłom przeciwnika.

## Tło historyczne
W maju 1798 roku flota francuska pod dowództwem generała Bonaparte, płynąc do Egiptu przekroczyła Morze Śródziemne. 9 czerwca, robiąc postój na Malcie, Bonaparte wysadził nań żołnierzy i zawładnął wyspą, zostawiając w Valletcie spory garnizon pod dowództwem generała Claude-Henriego Belgranda de Vaubois, kiedy reszta floty kontynuowała rejs do Aleksandrii. Po udanym zaatakowaniu Egiptu, Bonaparte na czele swojej armii pomaszerował w głąb lądu. Flota, zakotwiczona w zatoce Abukir, aby wspierać wojska na lądzie, została 1 sierpnia zaskoczona i prawie kompletnie zniszczona przez brytyjską flotę pod dowództwem wiceadmirała sir Horatio Nelsona. Z 17 francuskich okrętów, biorących udział w bitwie pod Abukirem, ocalały jedynie dwa okręty liniowe oraz dwie fregaty. Jeden z nich, okręt liniowy „Généreux” popłynął na Korfu, zaś „Guillaume Tell” pod kontradmirałem Pierre-Charlesem Villeneuve, wraz z dwoma fregatami, dopłynął na Maltę.
Kiedy we wrześniu 1798 roku Villeneuve przypłynął na Maltę, wyspa była już w chaosie: rozwiązanie struktur Kościoła katolickiego na wyspie rządzonej przez Francuzów wywołało duże niezadowolenie Maltańczyków, którzy zmusili wojska francuskie do wycofania się 2 września do fortecy-Valletty. Z początkiem października brytyjscy i portugalscy żołnierze uzupełnili maltańskie siły ochotnicze, a eskadra marynarki wojennej strzegła portu w Valletcie, aby przeciwdziałać jakimkolwiek francuskim próbom zaopatrzenia i wzmocnienia garnizonu. Chociaż z początkiem 1799 roku niewielkie ilości zaopatrzenia dotarły z Francji do Valletty, przez pierwsze siedem miesięcy roku 1800 żaden okręt nie dotarł do twierdzy, a garnizon francuski był bliski śmierci głodowej. Próbując zaopatrzyć oblężonych żołnierzy, w lutym roku 1800 Francuzi wysłali z Tulonu konwój, lecz 17 lutego został on zatrzymany u wybrzeży Malty przez eskadrę pod dowództwem Nelsona, i w wynikłej bitwie okręt flagowy „Généreux” został przechwycony, a kontradmirał Jean-Baptiste Perrée zginął.
Bez wsparcia Perrée, garnizon stanął w obliczu niedoboru żywności, i w marcu Vaubois i Villeneuve zdecydowali wysłać do Francji prośbę o pilne wsparcie. Do tej misji wybrali 80-działowy „Guillaume Tell” pod wodzą komandora Saulniera, po części dlatego, że stan i wielkość okrętu umożliwiały zaokrętowanie ponad 900 ludzi, z których wielu było chorych i rannych. Kontradmirał Denis Decrès objął komendę na okręcie, a Vaubois i Villeneuve ustalili datę odpłynięcia na 30 marca. Kiedy Francuzi przygotowywali tę ekspedycję, Brytyjczycy kontynuowali swoją blokadę, chociaż byli bez swojego dowódcy. Nelson, wbrew konkretnym rozkazom swojego przełożonego Lorda Keith, udał się do Palermo na Sycylię, aby być z Emmą, lady Hamilton, żoną brytyjskiego ambasadora sir Williama Hamiltona, z którą miał romans. Pod jego nieobecność dowództwo przejął komandor Sir Thomas Troubridge na HMS „Culloden”, a następnie komandor Manley Dixon na HMS „Lion”.

## Bitwa
30 marca o godzinie 23, przy mocnym południowym wietrze, „Guillaume Tell” wypłynął z Valletty. Decrés liczył, że pod osłoną ciemności uda mu się ominąć brytyjską blokadę. Dixon rozlokował swoje okręty wokół wyspy, Valletty pilnowała fregata HMS „Penelope” pod komandorem Henrym Blackwoodem. O 23:55 posterunki Blackwooda zauważyły „Guillaume Tell” i dowódca zarządził pościg, wysyłając jednocześnie bryg HMS „Minorca” pod komandorem porucznikiem George’em Millerem z wiadomością do Dixona, którego okręty były w zasięgu wzroku. Blackwood, kiedy „Penelope” podjęła pościg, próbował również wysłać wiadomość o całej sytuacji do swojego dowódcy.
Blackwood szybko dogonił uciekiniera, o 00:30 zajął pozycję za rufą „Guillaume Tell” i rozpoczął ciągły ostrzał, na który Decrés mógł odpowiedzieć jedynie z lekkich dział rufowych. Decrés zauważył, że jeśli zatrzyma się, by podjąć walkę z „Penelope”, reszta eskadry Berry’ego, widoczna na południowym horyzoncie, może wkrótce go dogonić. Kontynuował zatem rejs w kierunku północno-wschodnim, mając nadzieję, że jego ciężki okręt ucieknie lekkiej i szybkiej fregacie. Jednak „Penelope” była szybsza, a Blackwood bardzo umiejętnie dowodził swoją fregatą, przepływając kilkakrotnie obok rufy Decrésa i oddając kilka salw burtowych w kierunku okrętu francuskiego.
Atak Blackwooda był tak skuteczny, że przed świtem 31 marca „Guillaume Tell” stracił stengę masztu głównego i masztu rufowego, oraz główną reję, co spowodowało zmniejszenie prędkości okrętu. Na francuskim okręcie było również wiele ofiar wśród załogi, „Penelope” miała jednego zabitego oraz trzech rannych, okręt zaś był niemal nieuszkodzony. Dodatkowo nadciągnęły z południa dodatkowe siły brytyjskie: 64-działowy HMS „Lion” pod komandorem Dixonem otrzymał wiadomość z „Minorca” o 01:00 i natychmiast ruszył z odsieczą, wysyłając bryg jako posłańca do komandora Sir Edwarda Berry na HMS „Foudroyant”, który był w pewnej odległości na zawietrznej. O godzinie 05:00 Dixon był na tyle blisko, że rozpoczął działania, wpływając pomiędzy „Penelope” a „Guillaume Tell” i oddając trzykrotną salwę burtową w bakburtę okrętu francuskiego. Strzelając do spowolnionego teraz „Guillaume Tell”, „Lion” przepłynął przed dziobem przeciwnika i odstrzelił bom jego foka, pozwalając Dixonowi zająć pozycję naprzeciw dziobu, rażąc francuski okręt z jednego końca, gdy „Penelope” zrobiła to samo z drugiego. Podczas tych manewrów okręt Dixona na krótko zaplątał się w pozrywane olinowanie „Guillaume Tella”, a dwie rozpaczliwe próby Francuzów abordażu brytyjskiego okrętu zostały odparte, kiedy liniowce rozczepiły się.
Przez pół godziny „Lion” kontynuował ostrzał większego „Guillaume Tell”, lecz Dixon nie był w stanie utrzymać swego okrętu całkowicie poza zasięgiem francuskich salw burtowych, i o godzinie 05:30 w efekcie uszkodzeń „Lion” wycofał się i pozostał za okrętem francuskim, jednakże będąc cały czas w pobliżu „Penelope”. O godzinie 06:00 „Guillaume Tell” został zaatakowany po raz trzeci, kiedy sam Berry dogonił na „Foudroyant” walczące okręty i przesuwając się wzdłuż sterburty okrętu francuskiego oddał salwę burtową w jego kierunku. Berry wezwał Decrésa do poddania się, popierając wezwanie potrójną salwą burtową, na co Decrés odpowiedział ogniem ze swoich dział. „Foudroyant” płynął pod pełnymi żaglami, poniósł więc w wymianie ognia poważne szkody w swoim takielunku, jednakowoż salwa popchnęła go do przodu. Po nawrotce wzdłuż „Guillaume Tell” Berry zarządził salwę, która zniszczyła resztki francuskiego olinowania, pozwalając „Lion” i „Penelope” na powrót do walki, kiedy „Foudroyant” wycofał się w celu dokonania najpilniejszych napraw.
O godzinie 06:30 bardzo osłabiony okręt francuski stracił maszty główny i tylny, „Foudroyant” powrócił do walki w momencie, gdy o godzinie 08:00 Francuz stracił swój przedni maszt. O godzinie 08:20, pozbawiony możliwości żeglowania, ze szczątkami okrętu zalegającymi większość pokładów działowych, Decrés poddał się, aby zapobiec dalszym bezsensownym ofiarom. Jego okręt był w fatalnym stanie: brak masztów i silny wiatr sprawiły, że tak ostro się kołysał, iż na niższych pokładach musiano zamknąć furty działowe, aby zapobiec zatonięciu okrętu. Liczba ofiar na francuskim okręcie wynosiła ponad 200 (z pełnej załogi ponad 900), Decrés i Saulnier byli poważnie ranni. Straty Brytyjczyków były mniejsze: ośmiu zabitych i 64 rannych (w tym Berry) na „Foudroyant”, ośmiu zabitych i 38 rannych na „Lion” oraz jeden zabity i trzech rannych (w tym jeden bardzo ciężko) na „Penelope”. Zniszczenia były nierówno rozłożone, „Foudroyant” ucierpiał najbardziej, z kadłubem i wszystkimi masztami uszkodzonymi. Tylny maszt złamał się, z powodu poważnych uszkodzeń, około godziny 12:00, raniąc pięciu marynarzy. „Lion” był też uszkodzony, lecz nie tak mocno jak „Foudroyant”, zaś „Penelope” miała jedynie lekkie uszkodzenia masztów i takielunku. Bitwa, rozpoczęta w niewielkiej odległości od Malty, zakończyła się około 39 km na południowy zachód od przylądka Passaro na Sycylii.

## Po bitwie
Oba okręty, „Foudroyant” i „Lion”, były za bardzo poturbowane, aby zapewnić skuteczne holowanie pozbawionego masztów francuskiego okrętu. W rezultacie „Penelope” przyholowała „Guillaume Tell” do Syrakuz na Sycylii. Tam okręt został wyremontowany wystarczająco, by dopłynąć do Anglii, gdzie został włączony do floty Royal Navy jako HMS „Malta”. Była ona, obok HMS „Tonnant” zdobytego dwa lata wcześniej pod Abukirem, najmocniejszym „okrętem trzeciej klasy” w brytyjskiej flocie, i służyła przez wiele lat, biorąc udział w bitwie u przylądka Finisterre w roku 1805.
Brytyjscy oficerowie byli chwaleni za zdobycie „Guillaume Tell”, ostatniego francuskiego okrętu liniowego ocalałego z bitwy pod Abukirem: Nelson, który przez swą nieobecność „stracił, co naprawdę mogło być ukoronowaniem jego kariery śródziemnomorskiej”, pisał do Berry’ego: „Twoje zachowanie i charakter w ostatnich chwalebnych okolicznościach, stawiają Twoje zwycięstwo poza zasięgiem zazdrości”. Pomimo pochwały Nelsona, Berry nie uchronił się słów krytyki, zwłaszcza od historyka marynarki Williama Jamesa, który w swojej historii konfliktu pisał w roku 1827:

„Gdyby Foudroyant, samotnie, zmierzył się z Guillaume-Tell, walka byłaby pomiędzy dwoma najmocniejszymi okrętami, jakie kiedykolwiek się spotkały; i chociaż Foudroyant, niewiele słabszy, głównie za przyczyną ilości ludzi, nie był okrętem, na który jego dowódca mógł narzekać, szanse wciąż były równe na tyle, że Guillaume-Tell, dzielnie manewrujący i umiejętnie dowodzony, oderwał się od zdobywcy.

James przypisywał natomiast większość zasług za zwycięstwo Blackwoodowi i Dixonowi, których okręty były dużo słabsze niż „Guillaume Tell”, lecz którzy z sukcesem go atakowali z zamiarem opóźnienia ucieczki Francuzów. Również bardzo chwalił Decrés za jego zaangażowanie w walce, stwierdzając: „Bardziej heroicznej obrony, niż tej na Guillaume-Tell, nie można znaleźć w zapisach działań wojennych na morzu”. Pierwszy Konsul Napoleon Bonaparte doszedł do podobnej konkluzji, i kiedy krótko po bitwie, w ramach wymiany jeńców uwolniono Decrésa, został on obdarowany armes d’honneur, później zaś odznaczony Legią Honorową. Otrzymał również stanowisko morskiego prefekta portu Lorient nad Zatoką Biskajską.
Na pokładzie „Guillaume Tell” Brytyjczycy znaleźli dowód na drastyczne braki żywności w Valletcie: „jedyną rzeczą znalezioną na „La Guillaume Tell” była noga muła, dla bezpieczeństwa i ważności zawieszona na admiralskiej galerii rufowej.”. Wieść o przechwyceniu „Guillaume Tell” została natychmiast przekazana generałowi Vaubois przez oblegających Vallettę Brytyjczyków, wraz z żądaniem poddania się. Francuski generał, nie bacząc na zmniejszające się zapasy żywności, odmówił temu żądaniu, mówiąc: „Cette place est en trop bon état, et je suis moi-même trop jaloux de bien servir mon pays et de conserver mon honneur, pour écouter vos propositions.” („To miejsce jest w zbyt dobrej sytuacji, a ja jestem zbyt świadomy służby mojemu krajowi i mojemu honorowi, aby posłuchać Pana propozycji”). Jednak stan załogi gwałtownie się pogarszał, i w końcu francuski dowódca poddał się 4 września, oddając Brytyjczykom Vallettę wraz z całym wojskowym ekwipunkiem.